# Comandos azules en acción
Comandos azules en acción es una película de Argentina filmada en Eastmancolor dirigida por Emilio Vieyra sobre su propio guion escrito en colaboración con Gustavo Ghirardi sobre una idea original de Emilio Vieyra que se estrenó el 4 de septiembre de 1980 y que tuvo como actores principales a Jorge Martínez y Germán Kraus.

## Sinopsis
Un grupo parapolicial interviene para evitar un delito en el mundo de la moda.

## Reparto
- Jorge Martínez …Jorge "Azul 1" / Falso José María Seres Ruiz / Modelo / Ciego
- German Kraus …Germán "Azul 2" / Mozo / Modelo
- Adriana Parets …Directora de casa de modas
- Romualdo Quiroga …El Profe
- Virginia Álvarez …Mónica / Catalina
- Carlos Muñoz …Falso científico
- Adrián "Facha" Martel …Sr. Wemsley
- Tobito Martínez
- Titi Rodríguez
- Graciela Amor
- Joaquín Piñón
- Alfredo Lepore
- Mimí Ardu
- Arturo Noal
- Anamá Ferreira
- Paula Domínguez
- Leo Sala
- Carlos Luna
- Beatriz Salomón
- Raúl Florido
- Daniel Lemes
- Isabel Salomón
- Rolando Dumas
- Emilio Vieyra …El Jefe (cameo)
- Oscar Curet …Mozo en la fiesta (cameo)

## Comentarios
Fernando G. Varea dice que “las películas que ponían al descubierto con más dureza a la Argentina de la dictadura militar, eran las destinadas al público infantil y a las familias”.
S.E. en Clarín dijo:

«La historia resulta casi idéntica a la anterior…En este caso, E. Vieyra autor y director del film ha concebido un libro tedioso y chabacano.»

Manrupe y Portela escriben:

«esta secuela copia todas las constantes de la anterior.»